# Roberto Checchin
Roberto Checchin (Dolo, 5 gennaio 1972) è un allenatore di pallavolo ed ex pallavolista italiano.
Ricopre l'incarico di allenatore della selezione Under-16 della società dilettantistica Padova Volley Project.

## Carriera
La carriera di Roberto Checchin inizia con le squadre dilettantistiche di Fiesso d'Artico e Riviera del Brenta, prima in Serie C e poi in Serie B2.
Nella stagione 1998-99 viene ingaggiato dalla Fondazione Unione Sportiva Petrarca di Padova, con cui disputa due campionati di Serie A1. Si trasferisce poi alla 4 Torri Ferrara, dove rimane per tre stagioni, prima di passare al Piemonte Volley di Cuneo per l'annata 2003-04, l'ultima nel massimo campionato italiano.
Dopo due stagioni in Serie A2, una con la Schio Sport e una con la Pallavolo Mantova, si ritira dall'attività e diventa allenatore.